# 梅澤淳稔
梅澤 淳稔（うめざわ あつとし、1960年2月21日 - ）は、日本の男性アニメーション演出家、アニメーション監督、元アニメプロデューサーである。東京都荒川区出身。

## 来歴
映画監督を目指して入学した横浜放送映画専門学院（現・日本映画大学）を卒業後、学友の芝田浩樹らとともに東映動画（現・東映アニメーション）の研修生に。研修終了後東映動画に入社し、『パタリロ!』などで演出助手を務めた。1983年、『ベムベムハンターこてんぐテン丸』第15話「人形にされたヨーコちゃん」にて演出家としてデビュー。その後は、『北斗の拳』『ひみつのアッコちゃん（第2作）』などの演出を担当した。
1991年、『キン肉マン キン肉星王位争奪編』にて初めてシリーズディレクター（＝監督）に就任。同作の他、SD（シリーズディレクター）として関与した作品には、『GS美神』『ご近所物語』『神風怪盗ジャンヌ』がある。
2003年よりプロデューサーに転身し、『ボボボーボ・ボーボボ』『デジモンセイバーズ』などのプロデュースを手掛けた後、2009年より朝日放送日曜朝8時30分枠のアニメをそれまで担当してきた鷲尾天に代わって同枠のアニメをプロデュースすることになり、「プリキュアシリーズ」のプロデューサーを4年間務めていた。
2015年6月1日、製作本部の製作管理部長に就任する。それまでは、企画営業本部のテレビ企画部長代理と映画室長・シナリオ室長を務めていた。また、『美少女戦士セーラームーンCrystal』をもって、プロデューサー業から引退している。2018年6月27日には執行役員に就任。
2020年2月に定年を迎えたが、引き続き所属し、執行役員として新規IP研究開発チーム「PEROs」に居座る。2025年3月、44年間在籍した東映アニメーションを退職したと発表、今後はフリーランスで活動を続ける予定としている。

## エピソード
- 1985年当時、往年の名映画監督であったヒッチコックやチャップマンのような監督になりたいと語っていた（下記の参考文献より）。
- 同じく上記の頃、「ミュージカル風のアニメを作りたい」と語っている（同上）。

## 参加作品

### テレビアニメ
1983年
- ベムベムハンターこてんぐテン丸（演出）

1984年
- 北斗の拳（ - 1987年、演出）

1988年
- ひみつのアッコちゃん（第2作）（- 1989年、演出）
- トランスフォーマー 超神マスターフォース（ - 1989年、演出）

1990年
- もーれつア太郎（演出）

1991年
- キン肉マン キン肉星王位争奪編（ - 1992年、シリーズディレクター）
- きんぎょ注意報!（ - 1992年、演出）

1993年
- GS美神（ - 1994年、シリーズディレクター）

1994年
- ママレード・ボーイ（ - 1995年、演出）

1995年
- ご近所物語（ - 1996年、シリーズディレクター）

1997年
- 金田一少年の事件簿（ - 2000年、演出）

1999年
- 神風怪盗ジャンヌ（ - 2000年、シリーズディレクター）

2000年
- デジモンアドベンチャー02（ - 2001年、演出）

2001年
- デジモンテイマーズ（ - 2002年、演出）

2002年
- デジモンフロンティア（ - 2003年、演出）

2003年
- ボボボーボ・ボーボボ（ - 2004年、プロデューサー）

2005年
- DIGITAL MONSTER X-evolution（プロデューサー）
- ONE PIECE（ - 2007年、企画）

2006年
- 怪 〜ayakashi〜（プロデューサー）
- デジモンセイバーズ（ - 2007年、プロデューサー）

2007年
- 太極千字文（企画）
- モノノ怪（プロデューサー・コンテ）

2008年
- 墓場鬼太郎（プロデューサー）

2009年
- フレッシュプリキュア!（ - 2010年、プロデューサー）

2010年
- ハートキャッチプリキュア!（ - 2011年、プロデューサー）

2011年
- スイートプリキュア♪（ - 2012年、プロデューサー）

2012年
- スマイルプリキュア!（ - 2013年、プロデューサー）

2013年
- 聖闘士星矢Ω（ - 2014年、プロデューサー）

2023年
- 逃走中 グレートミッション（スーパーバイザー）

### 劇場アニメ
1986年
- 北斗の拳（監督助手)

1994年
- GS美神 極楽大作戦!!（監督）

2005年
- ONE PIECE THE MOVIE オマツリ男爵と秘密の島（企画）

2006年
- ONE PIECE THE MOVIE カラクリ城のメカ巨兵（企画）

2007年
- Dr.マシリト アバレちゃん（企画）
- 映画 Yes!プリキュア5 鏡の国のミラクル大冒険!（企画）

2008年
- 映画 Yes!プリキュア5GoGo! お菓子の国のハッピーバースディ♪（企画）

2009年
- 映画 プリキュアオールスターズDX みんなともだちっ☆奇跡の全員大集合!（企画協力）
- 映画 フレッシュプリキュア! おもちゃの国は秘密がいっぱい!?（企画）

2010年
- 映画 プリキュアオールスターズDX2 希望の光☆レインボージュエルを守れ!（企画協力）
- 映画 ハートキャッチプリキュア! 花の都でファッションショー…ですか!?（企画協力）

2011年
- 映画 プリキュアオールスターズDX3 未来にとどけ! 世界をつなぐ☆虹色の花（企画協力）
- 映画 スイートプリキュア♪ とりもどせ! 心がつなぐ奇跡のメロディ♪（企画）

2012年
- 映画 プリキュアオールスターズNewStage みらいのともだち（企画）
- 映画 スマイルプリキュア! 絵本の中はみんなチグハグ!（企画）

2015年
- ドラゴンボールZ 復活の「F」（エグゼティブプロデューサー）

### OVA
1987年
- 花のあすか組! 新歌舞伎町ストーリー（監督）

1988年
- ザナドゥ ドラゴンスレイヤー伝説（監督）
- 遠山桜宇宙帖 奴の名はゴールド（監督）

1990年
- 花のあすか組!2 ロンリーキャッツ・バトルロイヤル（監督）

### Webアニメ
2014年
- 美少女戦士セーラームーンCrystal（エグゼクティブプロデューサー）

2021年
- 実験映像URVAN（企画・監督・絵コンテ）

### その他アニメ
1983年
- 世界名作童話 まんがシリーズ（監督）
  - 赤ずきんちゃん

### ゲーム
2000年
- 北斗の拳 世紀末救世主伝説（音響監督）

### 実写映画
2022年
- ハケンアニメ!（アニメーション監修）